# Gran Turismo (videogioco 2009)
Gran Turismo (グランツーリスモ?, Guran Tsūrisumo, precedentemente conosciuto anche come Gran Turismo 4 Mobile, Gran Turismo PSP, Gran Turismo Mobile e Gran Turismo Portable) è un simulatore di guida per PlayStation Portable sviluppato da Polyphony Digital e pubblicato da Sony Computer Entertainment il 1º ottobre 2009.
Il gioco fu annunciato alla conferenza Sony dell'Electronic Entertainment Expo del 2004, la stessa conferenza in cui fu annunciata la console PlayStation Portable. Dopo 5 anni di indiscrezioni e speculazioni, è stato presentato nuovamente all'E3 il 2 giugno 2009 con una demo giocabile. Il videogioco è stato uno dei titoli di lancio della PSP Go.

## Dettagli
Gran Turismo è disponibile sia come UMD nei negozi che come gioco scaricabile online dal PlayStation Store dal 1º ottobre 2009 in tutto il mondo.
Nel gioco sono presenti 800 automobili e 35 piste derivate da Gran Turismo 4, con oltre 60 configurazioni (si vocifera però che nel gioco siano nascoste altre 100 auto, e grazie a dei codici sono stati trovati 3 tracciati funzionanti aggiuntivi, non inclusi nell'elenco, provenienti dai precedenti episodi di Gran Turismo). Le partite in multiplayer sono possibili grazie alla connessione WLAN della PSP in modalità Ad-Hoc. Nelle gare singole sono presenti, oltre al giocatore, solamente altri 3 avversari (a differenza dei classici 5 dei capitoli precedenti su PlayStation e PS2).
Una novità di questo titolo è la possibilità di scambiare le auto tra i giocatori. Tutti i veicoli del gioco possono essere ottenuti solo mediante lo scambio tra i giocatori. Macchine differenti hanno diverse regole di scambio, e alcune di esse devono essere guadagnate.
Esattamente come nelle versioni precedenti della saga manca un sistema di danni alle vetture, la guida però è molto simulativa e il comportamento delle automobili varia molto a seconda della pista e dell'auto scelta.
Inoltre sono stati riprodotti tutti gli abitacoli completi di specchietti retrovisori.

## Versioni speciali
Sono uscite anche due Special Edition di Gran Turismo per la PSP. La prima è Gran Turismo PSP Collector's Edition, una versione del gioco che include una vettura in esclusiva, la potentissima Bugatti Veyron 16.4 nera, ufficialmente la macchina di serie più potente al mondo. Oltre a questo il gioco è venduto in uno speciale box e conta cinque speciali artwork della Bugatti Veyron. La seconda Special Edition è invece la Gran Turismo Edition PlayStation Portable, una versione speciale della console PSP 3000 impreziosita con ornamenti di GT in stile Titanium.
Inoltre, all'interno della confezione, si trova un buono esclusivo per scaricare dal PlayStation Network una fantastica Corvette ZR1 bianca. Entrambe le Special Edition sono state disponibili in contemporanea alla
versione standard del gioco, del 1º ottobre 2009, giorno in cui è stata pubblicata la nuova PSP Go, si era annunciato che chi registrava la console prima del 10 ottobre 2009, poteva scaricare il gioco gratuitamente.

## Accoglienza
La rivista Play Generation diede al gioco un punteggio di 85/100, trovando che l'assenza della modalità Gran Turismo fosse l'unica pecca di un titolo al limite della perfezione.